# Бондар Сергій Іванович
Сергій Іванович Бондар (нар. 26 квітня 1959, Миколаїв, СРСР) — радянський футболіст, півзахисник.

## Життєпис
Вихованець миколаївської ДЮСШ-3. Виступи в командах майстрів почав в 1977 році в складі миколаївського «Суднобудівника» у другій зоні другої ліги, наступні два роки відіграв за одеський СКА. У 1979—1980 роках провів 42 матчі і забив один м'яч у «Локомотиві», потім повернувся в Україну.
У першій лізі за СКА Одеса і запорізький «Металург» провів 83 матчі, забив три м'яч.
У 1983 і 1984 був у складі харківського «Металіста», але провів за команду лише три матчі на Кубок СРСР 1982 року.
Виступи в СРСР закінчив в 1984 році в команді другої ліги «Зоркий» (Красногорськ).
У 1986 відправився в розташування ГРВН, де отримав можливість грати в команді третього дивізіону чемпіонату НДР з футболу «Ваккер» (Нордгаузен).
З 1991 до 1995 року грав у командах другого і третього дивізіонів Фінляндії й Швеції.
Одночасно з цим в 1992 грав в міні-футбольній команді КСМ-24.
У 2005 році — тренер школи ФК «Москва». Виступає за «Локомотив» у ветеранських змаганнях. Був головним тренером команди ФШ «Локомотив» 1997 р.н.. Пізніше — головний тренер ФШ «Строгіно» 1997 р.н.